# Ranunculus puberulus
Ranunculus puberulus är en ranunkelväxtart som beskrevs av W. Koch. Ranunculus puberulus ingår i släktet ranunkler, och familjen ranunkelväxter. Inga underarter finns listade i Catalogue of Life.